# Сырмус, Юлиус-Эдуард
Юлиус-Эдуард Сырмус (эст. Julius Eduard Sõrmus, в Германии Сёрмус, нем. Soermus; 9 июля 1878, деревня Кыйву, волость Луунья, Лифляндская губерния, Российская империя, ныне Эстония — 16 августа 1940, Москва, СССР) — эстонский скрипач и участник революционного движения; в Германии известен как «Красный скрипач» (нем. der rote Geiger). Член РСДРП с 1905 года.

## Биография

### Ранние годы
Юлиус-Эдуард Сырмус родился в Лифляндской губернии возле Дерпта. Он унаследовал свой интерес к музыке от своей матери Лины, у которой был прекрасный певческий голос. Когда Эдуарду было 6 лет, отец подарил ему первую скрипку. Первым учителем музыки Сырмуса был местный портной по имени Густав Пукс. Сырмус ходил в Гимназию Хуго Треффнера в Тарту с 1888 года. В гимназии он продолжал обучаться игре на скрипке у Иоганна Кельдера, который был студентом-медиком в Тартуском университете. Затем Сырмус дал свои первые концерты на своем хуторе и в соседнем доме. В 1899 году Сырмус поступил в Тартуский университет и начал изучать в нем право. Проучившись год на юридическом факультете, он переключился на историю и языки. В 1902 году Сырмус продолжил обучение в Санкт-Петербургской консерватории у знаменитого педагога Леопольда Ауэра.

### Начало самостоятельной карьеры
С 1903 года Сырмус стал активным участником русского революционного движения, был арестован в Пулковской обсерватории. В 1904 Эдуарда зачисляют в Санкт-Петербургский университет, и в этом же году он начал гастролировать, давая сольные концерты на скрипке в Тарту и Нарве и произнося пламенные речи о пролетарских страданиях и невзгодах. Первой женой Эдуарда была его товарищ по пролетарской борьбе за освобождение рабочих — эстонская революционерка Ида Самойловна Пыдер. В 1906 году из-за своей революционной деятельности он был вынужден бежать из России, гастролируя по Европе с сольными концертами. Эдуард продолжал своё обучение у Анри Марто в Берлине в 1910 году и у Люсьена Капе в Париже в 1913 году. На концертах Сырмуса в Швейцарии, Бельгии и во Франции в разные годы присутствовали Ленин с женой Крупской и Луначарский (посвятит этому статью), Марк Шагал (в 1912 году написал картину «Скрипач», вдохновлённый игрой Эдуарда).
Первую мировую войну Сырмус провел в Париже и Лондоне, после чего вернулся в Россию на пару лет, а затем снова совершал поездки по континенту. На рубеже 1910—1920-х гг. жил в Уэльсе со второй[уточнить] женой, выступал перед местными рабочими. В 1919 году Сырмус приехал из Уэльса, чтобы сыграть для русских матросов Балтийского флота.

### 1920-е годы. Германия
В 1920-е годы он в основном выступал в Германии с «концертами солидарности», в том числе благотворительными: вырученные средства шли, в частности, в созданную Коммунистической партией Германии благотворительную организацию «Красная помощь Германии». Скрипач также давал благотворительные концерты для детей — под Дрезденом находится детский дом, построенный на пожертвования, собранные во время концертов Сырмуса. Выступления Сырмуса встречали не только восторженный приём, но и конфронтацию со стороны буржуазных кругов — 1 мая 1923 после концерта полиция Магдебурга разбила Сырмусу скрипку (этот эпизод нашёл отражение в массовой культуре того времени — фотографию знаменитого виртуоза с разбитой скрипкой поместили на почтовую открытку). После этого в знак признательности ему преподнесли ему скрипку работы Джованни Паоло Маджини 1633 года. Игра Сырмуса вызывала восторженный приём у аудитории, в том числе на таких престижных концертных площадках, как лейпцигская Церковь Святого Фомы, и память об этом была увековечена в названиях улиц немецких городов: Eduard-Soermus-Straße в городе Радебойль и Soermusstraße в Цвиккау (город известен тем, что в нём родился Шуман). Портреты Сырмуса в германский период его жизни создали график Александр Гербиг и гравёр Альфред Франк.
В 1925 году Сырмус давал концерты в Советской России — в Москве и Ленинграде. На концертах 20-х и 30-х годов на фортепиано ему нередко аккомпанировала его  жена Вирджиния. После череды радушных приёмов и полицейских арестов в Уэльсе музыкант гастролировал в Швейцарии, Австрии, Бельгии.

### Последние годы
Постоянные гастроли и частые выступления подорвали здоровье музыканта — в конце 1936 года Сырмус решил закончить свою концертную карьеру и вернулся в Ленинград, Советскую Россию. Летом 1940 года Советский союз ввёл войска в Эстонию, что не могло не отразиться на ухудшении состоянии Юлиуса-Эдуарда: он умер тем же летом (16 августа) в Боткинской больнице в Москве, когда его жена Вирджиния гостила у своих родственников в Великобритании.
Похоронен Юлиус-Эдуард в Москве, на кладбище Новодевичьего монастыря. На месте захоронения была установлена мемориальная табличка «Эдуард Сермус. От правительства Эстонии» (в начале 1990-х гг. заменена на надпись «Эдуард Сырмус» с барельефом скрипки).

### Семья
- Первая жена — Ида Самойловна Сермус-Педер (Сырмус-Пыдер; 1887—1959); она же с 1916 года 3-я жена Чернова Виктора Михайловича — русского политического деятеля, мыслителя и революционера, теоретика и одного из основателей партии социалистов-революционеров, первого и последнего председателя Учредительного собрания России; выехал из СССР в 1920 году.
- Вторая жена — Френсис Сырмус, урождённая Хьюлетт (Francis Sõrmus, nee Hewlett)
- Третья жена — Вирджиния Сырмус (Virginia Sõrmus, ?—1967), пианистка из Англии (или Голландии)
  - Дочь — Pauline Soermus, Великобритания
- Брат — Яаан Сырмус (Jaan Sõrmus, 26.02.1872, Lunia — 21.01.1920, Tartumaa)
- Сестра — Juliane Pouline Liiv (01.06.1875 — 22.12.1900, Tartumaa)

### Память

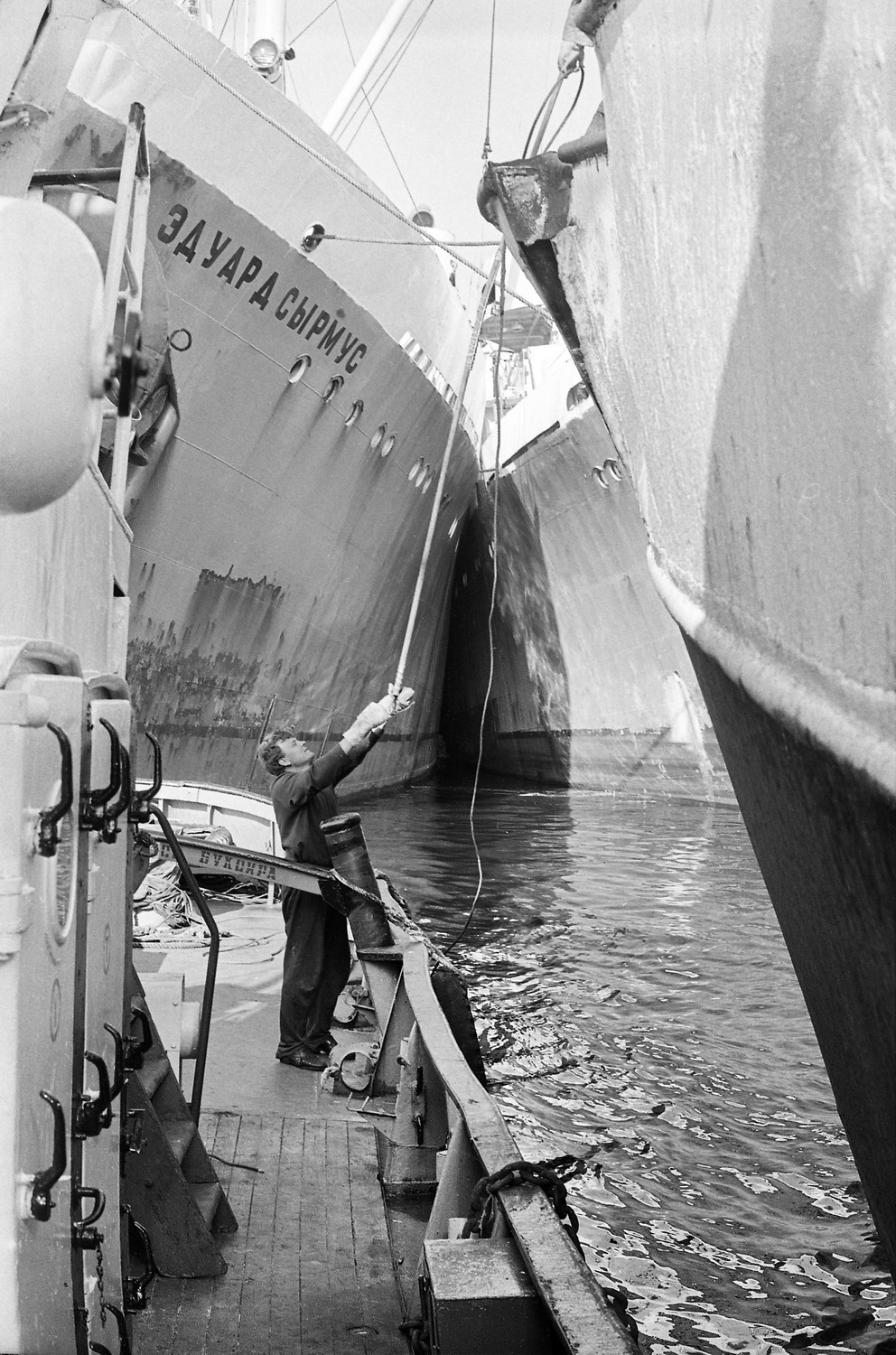
Большой морозильный рыболовный траулер Eduard Sõrmus, 1976

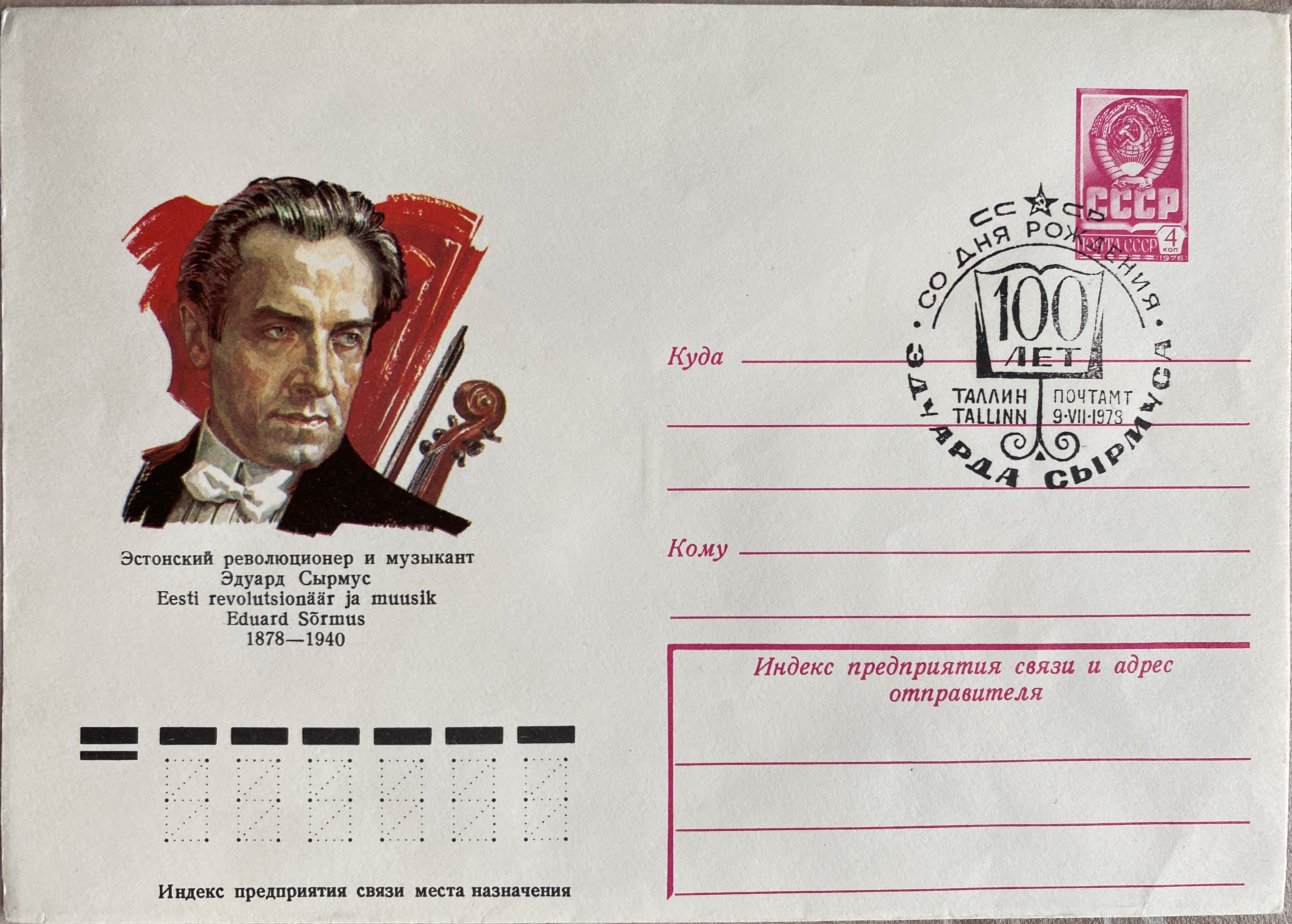
Открытка почты СССР Eduard Sõrmus — спецгашение к 100-летию со дня рождения, 1978

- 1958: Скрипка Сырмуса 1633 года работы Маджини передана в дар вдовой Вирджинией Сырмус Эстонскому музею театра и музыки.
- 1966: Большой морозильный рыболовный траулер № 441 «Эдуард Сырмус» построен на верфи в Николаеве. С 1968 года порт приписки — Таллин.
- 1968: Вышла книга об Эдуарде Сырмусе эстонского музыковеда Харри Кырвитса
- 1975: Кинофильм «Красная скрипка» (ГДР—СССР), в роли Сырмуса Виктор Лоренц
- 1978: Почта СССР — конверт «Эстонский революционер и музыкант Эдуард Сырмус 1878—1940», художник Пётр Бендель; спецгашение от 9.VII.1978 «100 лет со дня рождения. СССР Таллин — Почтамт». № 12780 в каталоге ЦФА.